# Воскресенье в Кигали
«Воскресенье в Кигали» (фр. Un dimanche à Kigali) — канадский художественный фильм 2006 года, снятый Робером Фавро по роману Жиля Куртеманша «Воскресный день у бассейна в Кигали».
Обладатель премии «Джини» в категории «Лучший адаптированный сценарий». Кроме того в активе киноленты ещё семь номинаций на высшую национальную кинопремию Канады.

## Сюжет
История любви прекрасной руандийки и канадского журналиста в период геноцида 1994 года.
В июле 1994 года, сразу после падения Кигали под ударами Руандийского патриотического фронта, завершившими волну убийств, журналист из Канады Бернар Валькур возвращается в город, чтобы найти свою пропавшую избранницу, с которой он познакомился накануне кровавой апрельской резни.
Нелинейная структура повествования постоянно демонстрирует события, предшествовавшие этим поискам. Валькур вспоминает, как он прибыл в Руанду, чтобы снять фильм о развитии здесь эпидемии СПИДа. В гостиничном отеле он знакомится с официанткой Жантий. Испытывая взаимное влечение, они сближаются всё теснее. К этому времени обстановка в стране становится всё более накалённой, и всем становится ясно, что назревает что-то страшное. Жантий — дочь крестьянина-хуту, но рождена от смешанного брака, так как мать её — тутси. Высокая и длинноногая, она уродилась в неё, а значит, ей также грозит смертельная опасность. Местные боевики и постояльцы отеля постоянно напоминают ей о её корнях, отпуская грязные комплименты, чем выводят из себя Валькура. 
Немолодой, но решительный канадец не без труда находит общий язык с суровым отцом девушки, но попытка его вывезти возлюбленную из Кигали, вступив с ней в официальный брак, оканчивается провалом. Жантий оказывается в руках экстремистов, которые избивают, насилуют её и жестоко уродуют…
Спустя три месяца отчаявшийся Валькур бродит по знакомым местам руандийской столицы и колесит по разрушенной гражданской войной стране, но чем дальше продвигаются его поиски, тем больше зритель понимает, что ничего хорошего они не сулят. Все его друзья-тутси мертвы, а многие знакомые-хуту вынуждены были под страхом смерти перейти на сторону экстремистов и присоединиться к погромам, из-за чего переживают депрессию. 
Буквально чудом отыскав искалеченную и умирающую Жантий, безутешный Валькур устраивает любимой скромные, но трогательные похороны…

## Производство
Фильм снимался в Руанде. Гостиница «Hôtel des Mille Collines», показанная на экране, в своё время использовалась как съёмочная для киноленты «Отель Руанда».

## В главных ролях
| Актёр                | Роль                 |
| -------------------- | -------------------- |
| Люк Пикар            | Бернар Валькур       |
| Фату Н’Диайе         | Жантий               |
| Люк Мервиль          | Рафаэль              |
| Винсент Билодо       | отец-кардинал        |
| Леонс Нгабо          | Морис                |
| Мака Котто           | Ману                 |
| Алексис Мартен       | Ламарре              |
| Наташа Мизуримакенга | Эмерита              |
| Женевьева Бруйетт    | канадский консул     |
| Ги Товетт            | генерал Ромео Даллер |

## История проката

### Даты премьер
Даты приведены в соответствии с данными IMDb.
- Канада — 3 апреля 2006 (премьерный показ в Монреале)
- Канада — 12 апреля 2006
- Канада — 12 сентября 2006 (показ на международном кинофестивале в Торонто)
- Марокко — 4 декабря 2006 (показ на международном кинофестивале в Марракеше)
- США — 8 июня 2007
- Нидерланды — 13 сентября 2007
- Бельгия — 16 января 2008

## Награды и номинации
Список наград и номинаций приведён в соответствии с данными IMDb.

### Награды
| Год  | Событие                                 | Награда                        | Награждённый                                      |
| ---- | --------------------------------------- | ------------------------------ | ------------------------------------------------- |
| 2006 | Кинопремия «Джини»                      | Лучший адаптированный сценарий | Жиль Куртеманш, Робер Фавро                       |
| 2006 | Международный кинофестифаль в Марракеше | Лучшая актриса                 | Фату Н’Диайе                                      |
| 2007 | Кинопремия «Жютра»                      | Лучший звук                    | Клод Ла Хайе, Ханс Петер Штробль, Мари-Клод Ганье |

### Номинации
| Год  | Событие                                 | Награда                | Номинант                                                                            |
| ---- | --------------------------------------- | ---------------------- | ----------------------------------------------------------------------------------- |
| 2006 | Кинопремия «Джини»                      | Лучший фильм           | Лис Лафонтен, Мишель Моска                                                          |
| 2006 | Кинопремия «Джини»                      | Лучший режиссура       | Робер Фавро                                                                         |
| 2006 | Кинопремия «Джини»                      | Лучшая мужская роль    | Люк Пикар                                                                           |
| 2006 | Кинопремия «Джини»                      | Лучшая женская роль    | Фату Н’Диайе                                                                        |
| 2006 | Кинопремия «Джини»                      | Лучший звук            | Ханс Петер Штробль, Жослен Карон, Клод Ла Хайе, Бенуа Ледюк, Бернар Гарьепи-Штробль |
| 2006 | Кинопремия «Джини»                      | Лучший монтаж звука    | Мари-Клод Ганье, Ги Франкёр, Клэр Пошон, Жан-Филипп Савар                           |
| 2006 | Кинопремия «Джини»                      | Лучший дизайн костюмов | Мишель Амель                                                                        |
| 2006 | Международный кинофестифаль в Марракеше | Золотая звезда         | Робер Фавро                                                                         |
| 2007 | Кинопремия «Жютра»                      | Лучший фильм           | Лис Лафонтен, Мишель Моска                                                          |